# Jōchō
Jōchō (定朝, mort en 1057) fou un escultor japonés actiu al segle XI, durant el Període Heian. Va fer popular la tècnica de l'escultura yosegi-zukuri (composició d'assemblatge de moltes peces de fusta separades) i redefiní els cànons de l'escultura budista. El seu estil s'expandí per tot el Japó durant uns 150 anys, i fou una gran figura de l'art japonés.

## Biografia
Jōchō va aprendre escultura a Kōfuku-ji, a Nara. L'any 1020 ja havia aconseguit un cert renom a Kyoto (llavors Heian-kyo). Fou en aqueix moment que Fujiwara no Michinaga, regent i governant efectiu del Japó, li demana que s'asseguràs de l'ornamentació de Hōjō-ji, un temple fundat pel clan Fujiwara. Aquestes obres li valgueren el títol honorífic de hokkyō el 1022, un rang poc freqüent per a un escultor.
Jōchō treballà a Kōfuku-ji i ho va fer tan bé que el van honorar amb el títol de hōgen (el segon rang més alt per a un artista budista). Ell o la seua escola també podrien haver fet nou figures d'Amitabha a Jōruri-ji, a Tomino-o.
Fujiwara no Yorimichi, fill de Michinaga, confià un nou projecte a Jōchō: l'estàtua d'Amitabha per al Hōō-dō (Sala del Fènix) del Byōdō-in d'Uji. Acabada cap al 1052, és l'obra més antiga de l'escultor que ens ha pervingut. El temple encara conserva moltes obres seues.
L'Escola Jōchō, que va continuar durant dècades per una transmissió gairebé hereditària del coneixement, continua sent el primer exemple conegut d'una escola d'art japonesa. Les tècniques de l'escultor es van transmetre al seu fill Kakujo, als seus nets Injo i Raijo, al seu besnet Kojo, i fins i tot a Kōkei, que molt més tard fundaria una nova escola d'escultura que substituí la de Jōchō en el Període Kamakura.

## Estil
Jōchō va popularitzar la tècnica yosegi, originària de la Xina, que consistia a muntar una estàtua a partir de peces de fusta tallades per separat. L'escultor es limità, doncs, a superfícies més petites, però això realçava la finesa i l'estètica de cada peça. Cal destacar que permetia que diversos ajudants treballassen en la mateixa escultura, cosa que n'accelerava prou la producció. Jōchō, o el mestre escultor, n'era el responsable dels tocs finals. La tècnica va conduir a l'estandardització de les proporcions i els detalls del cos, per tal d'accelerar l'escultura i el muntatge.
De l'art de Jōchō, els historiadors solen conservar els cànons de proporcions que utilitzava, que testimonien el domini del seu art. Es basava en una unitat elemental equivalent a la distància entre la barbeta i la part superior del front, mentre que la distància entre els genolls era igual a la distància entre la part inferior de les cames i els cabells en posició asseguda. Així, les potes planes van formar la base d'una composició triangular, i donaven estabilitat i serenitat al conjunt. Aquest efecte es veia reforçat per altres elements com ara els halos, sovint molt rics, amb motius de flames, núvols o tennin dansaires (天人). És a dir, l'estil de Jōchō expressava compassió i elegància, i en els detalls de la cara una certa amabilitat.
El seu estil i tècnica de muntatge amb alguns ajudants van tenir una influència decisiva en l'art japonés, i s'adoptaren i imitaren per molts escultors durant uns 150 anys (sobretot per les escoles In i En). Això creà un cert classicisme que només el va qüestionar en el període Kamakura (1185-1333) l'Escola Kei.